# دیمیتری کوزاک
دیمیتری کوزاک (روسی: Дмитрий Николаевич Кóзак؛ IPA: [ˈdmʲitrʲɪj nʲɪkɐˈlajɪvʲɪtɕ kˈozak]؛ زادهٔ ۷ نوامبر ۱۹۵۸) سیاست‌مدار اهل روسیه است، که در فاصله سالهای ۲۰۰۸ تا ۲۰۲۰ به‌عنوان معاون نخست‌وزیر روسیه فعالیت می‌کرد.